# Умахэ
Умахэ́ (кит. упр. 乌马河, пиньинь Wūmǎhé) — бывший район городского подчинения городского округа Ичунь провинции Хэйлунцзян (КНР). Название района происходит от протекающей по его территории реки Умахэ.

## История
В первой половине XX века эти земли находились под юрисдикцией уезда Танъюань. В 1952 году был образован уезд Ичунь, и эти места вошли в его состав. В 1953 году появился посёлок Умахэ (乌马河镇). В 1957 году уезд Ичунь был преобразован в городской округ, а посёлки Умахэ, Уминьхэ и Ичунь объединены в район Исинь (伊新区). В 1964 году был образован район Уминьхэ (乌敏河区), а из района Исинь выделен район Идун (伊东区). В 1966 году район Идун был присоединён к району Уминьхэ. В 1983 году район Уминьхэ был переименован в Умахэ.
В 2019 году район Умахэ был расформирован, а его земли были разделены между районами Имэй и Уцуй.

## Административное деление
Район Умахэ делится на 1 уличный комитет, 2 лесхоза и 9 хозяйств.
| № | Название | Название (кит.)  | Статус          | Население чел. (2010) | На карте                         |
| - | -------- | ---------------- | --------------- | --------------------- | -------------------------------- |
| 1 | Умахэ    | 乌马河街道办事处 | уличный комитет | 24583                 | 47°43′29″ с. ш. 128°47′30″ в. д. |

## Соседние административные единицы
Район Умахэ на севере граничит с районом Юхао, на востоке — с районом Мэйси, на юго-востоке — с районом Дайлин, на юго-западе — с городским уездом Тели, на западе — с районом Цуйлуань.